# Umberto Colombo
Umberto Colombo (21. května 1933, Como, Italské království - 26. října 2021, Bergamo, Itálie) byl italský fotbalový záložník.
Již od mládežnických let byl hráčem Juventusu. V roce 1952 byl poslán na dvouleté hostování do druholigové Monzy, kde vstřelil 10 branek za 48 utkání. Juventus si jej stáhl v roce 1954 a působil v něm sedm let. Za tuhle dobu nastoupil celkem do 193 utkání a vstřelil 23 branek. Získal s ní tři tituly (1957/58, 1959/60, 1960/61) a také dvě vítězství v italském poháru (1958/59, 1959/60). V roce 1961 se rozhodl odejít do Atalanty. Tady působil pět sezon a vyhrál jednu trofej, a to Italský pohár 1962/63. Fotbalovou kariéru ukončil v roce 1967 v dresu Verony.
Za italskou reprezentací odehrál tři utkání.

## Hráčská statistika
| Sezóna  | Klub     | Liga    | Liga   | Liga | Ligové poháry | Ligové poháry | Ligové poháry | Kontinentální poháry | Kontinentální poháry | Kontinentální poháry | Celkem | Celkem |
| Sezóna  | Klub     | Soutěž  | Zápasy | Góly | Soutěž        | Zápasy        | Góly          | Soutěž               | Zápasy               | Góly                 | Zápasy | Góly   |
| ------- | -------- | ------- | ------ | ---- | ------------- | ------------- | ------------- | -------------------- | -------------------- | -------------------- | ------ | ------ |
| 1952/53 | Monza    | Serie B | 17     | 8    | -             | 0             | 0             | -                    | 0                    | 0                    | 17     | 8      |
| 1953/54 | Monza    | Serie B | 31     | 3    | -             | 0             | 0             | -                    | 0                    | 0                    | 31     | 3      |
| 1954/55 | Juventus | Serie A | 19     | 5    | -             | 0             | 0             | -                    | 0                    | 0                    | 19     | 5      |
| 1955/56 | Juventus | Serie A | 18     | 3    | -             | 0             | 0             | -                    | 0                    | 0                    | 18     | 3      |
| 1956/57 | Juventus | Serie A | 25     | 6    | -             | 0             | 0             | -                    | 0                    | 0                    | 25     | 6      |
| 1957/58 | Juventus | Serie A | 28     | 2    | IP            | 5             | 0             | -                    | 0                    | 0                    | 33     | 2      |
| 1958/59 | Juventus | Serie A | 28     | 2    | IP            | 3             | 0             | PMEZ                 | 2                    | 0                    | 33     | 2      |
| 1959/60 | Juventus | Serie A | 31     | 3    | IP            | 4             | 1             | -                    | 0                    | 0                    | 35     | 4      |
| 1960/61 | Juventus | Serie A | 24     | 1    | IP            | 4             | 0             | PMEZ                 | 2                    | 0                    | 30     | 1      |
| 1961/62 | Atalanta | Serie A | 33     | 1    | IP            | 1             | 0             | Stř.P                | 5                    | 0                    | 39     | 1      |
| 1962/63 | Atalanta | Serie A | 34     | 1    | IP            | 3             | 0             | -                    | 0                    | 0                    | 37     | 1      |
| 1963/64 | Atalanta | Serie A | 34     | 0    | IP            | 1             | 0             | PVP                  | 3                    | 0                    | 38     | 0      |
| 1964/65 | Atalanta | Serie A | 33     | 0    | IP            | 1             | 0             | -                    | 0                    | 0                    | 34     | 0      |
| 1965/66 | Atalanta | Serie A | 7      | 0    | IP            | 1             | 0             | -                    | 0                    | 0                    | 8      | 0      |
| 1966/67 | Verona   | Serie B | 4      | 0    | IP            | 1             | 0             | -                    | 0                    | 0                    | 5      | 0      |
| Celkem  | Celkem   | Celkem  | 366    | 35   | -             | 24            | 1             | -                    | 12                   | 0                    | 402    | 36     |

## Hráčské úspěchy

### Klubové
- 3× vítěz italské ligy (1957/58, 1959/60, 1960/61)
- 3× vítěz italského poháru (1958/59, 1959/60, 1962/63)

### Reprezentační
- 1× na MP (1955–1960)